# P4 Örebro
P4 Örebro är Sveriges Radios lokalradiostation som sänder över Örebro län. Redaktionen finns på Västra Bangatan 15 i Örebro. I kanalens utbud ingår nyhetsprogram, underhållning, kultur, nyhetssändningar på hel- och halvslag samt lokal sport. Även vissa rikstäckande program som Radiosporten, P4 Dokumentär, Ring P1, Vid dagens början, Vid dagens slut och Gudstjänster produceras vid Sveriges Radio Örebro. En av Ekots rikskorrespondenter är även placerad i Örebro.

## Frekvenser
- Örebro 102,8 MHz
- Askersund 89,8 MHz

## Redaktionsledning
- Kanalchef: Helena Sträng
- Dagproducent: Anna Lorentzon